# Michelle Visage
Michelle Lynn Shupack (Perth Amboy, 1968. szeptember 20. –) amerikai rádiós DJ, énekes, színésznő, médiaszemélyiség, televíziós műsorvezető producer és egykori showgirl. Eredetileg a Seduction együttes tagjaként szerzett elismerést, és öt kislemezt szerzett a csapattal ami a Billboard Hot 100 -on felkerült. 1993-ban a The S.O,U,L,S,Y,S,T,E,M, énekeseként a tánclisták élére került. 2011-ben csatlakozott a RuPaul – Drag Queen leszek! amerikai reality-sorozathoz, és a harmadik évad óta állandó bíróként dolgozik. Emellett állandó bíró a RuPaul's Drag Race Szupersztárok, a RuPaul's Drag Race Egyesült Királyság és a RuPaul's Drag Race Óceánia versenyeken is.

## A kezdetek
Visage New Jersey-ben nőtt fel. Örökbe fogadták.   A South Plainfield High Schoolba járt South Plainfieldben, New Jerseyben, ahol 1986-ban érettségizett.  Amikor Visage 16 éves volt, megnyert egy Madonna -imitátor versenyt.  Ezután New Yorkba költözött, és két évig a manhattani Amerikai Zenei és Drámai Akadémián járt.  Felnőttként Visage felnézett Madonnára, Belinda Carlisle -ra, Pat Benatarra, Stevie Nicksre, Cyndi Lauperre és Dale Bozzióra . Visage édesanyja 30 éves korában meghalt. Tanulmányai befejezése után New Yorkban maradt, hogy színésznői karriert folytasson. 
New Yorkban a klubéletben tevékenykedett, édesanyja, Arlene pedig még hamis személyi igazolványt is adott neki, hogy kapcsolatokat létesítsen karrierje továbbviteléért.  Visage kiemelkedő szerepet kapott a New York-i drag ball szcénában, és különféle emberektől tanult divatozni, köztük Willi Ninjától.  Cesar Valentino-val is kapcsolatba került, és a pár együtt szerepelt a The Latin Connection című televíziós műsorban 1988-ban, amely elmondásuk szerint ez volt az első alkalom, hogy a voguing megjelent a nemzeti tévében. 
Michelle felvette a vezetéknevét, Visage-et, miután megkapta a „ cara ” (portugálul „arc”) becenevet azoktól az emberektől, akikkel a New York-i báli színtéren töltötte az idejét. Mivel azonban az emberek helytelenül ejtették ki, úgy döntött, hogy " visage "-re (franciául "arc" –  nyelv amit általános- és középiskolában tanult),  ez a név, amelyhez ragaszkodott.  Visage is az 1980-as évek végén találkozott először leendő barátjával és színésztársával, RuPaul -lal, amikor Susanne Bartsch által szervezett klubesteken és bulikon vett részt.  1989-ben Visage fellépett a "The Love Ball"-on, amelyet Bartsch szervezett a Design Industries Foundation for AIDS javára. Azt mondják, hogy a The Love Ball volt az a hely, ahol Madonna először volt szemtanúja a vogue-nak, a Vogue című dalának inspirációjának.    A New York-i éjszakai életben való részvétel azonban nem volt Visage egyedüli foglalkozása, napközben pedig recepciósként dolgozott a Casablanca és a Fundamental Things üzletben, New York ruházati negyedében . 

## Karrier

### Zenei felvételek és zene videók
Visage meghallgatásra került, és helyet nyert a Seduction nevű R&B és dance énektrióban, amelyet Robert Clivilles és David Cole állított össze, és 1990-ben szerződött az A&M Records -szal.   A csoportnak számos slágere volt, a leghíresebb a " Two to Make It Right ". A csoport felbomlása után Visage együttműködött a freestyle dance Act TKA -val, mint vendégénekes a „ Crash (Have Some Fun) ” című dalban.  Visage biztosította a vezető éneket, és egy másik, Clivilles és Cole által összeállított tánczene, a The S.O.U.L.S.Y.S.T.E.M. felvevőművésze volt . Az "It's Gonna Be a Lovely Day" című dal ami Bill Withers "Lovely Day" számának coverje volt, szerepelt a The Bodyguard filmzenéjében.  Az "It's Gonna Be a Lovely Day" első számú dance kislemez lett, és 1993 januárjában a Billboard Hot 100 listáján a 34. helyre ért el. 
Visage RuPaul több zenei albumán is szerepelt, és szerepel a "New York City Beat"  és a "From Your Heart" klipjeiben, amelyek eredetileg a RuPaul Green Screen Christmas Special (2015) című műsorában mutatkoztak be, később feltöltötték a World of Wonder YouTube-csatornájára.  Visage vendégszerepelt RuPaul „Glamazon”,  „Responsitrannity”,  „The Beginning”  és „Nothing for Christmas” című dalainak videóiban is. 
2021 februárjában megerősítést nyert, hogy a Visage a Steps -szel együttműködött a „Heartbreak In This City” átdolgozott változatán.  

### Rádió és podcastok
Visage 1996 és 2002 között volt a NYC-i WKTU reggeli műsorának társműsorvezetője, ahol RuPaul társműsorvezetővel elkezdtek szakmailag együtt dolgozni. Amikor RuPaul elhagyta a rádiót, Visage számos reggeli műsorban folytatta, többek között: Hot 92 Jamz ( KHHT ) Los Angelesben 2002 és 2005 között.  2005-ben Visage visszatért New Yorkba, ahol 2006 decemberéig a WNEW-FM The Morning Mix műsorvezetőjeként szolgált. 2003-tól 2006-ig a Sirius Satellite Radio The Beat 66 című műsorát is vezette  2007. március 12-én a SUNNY 104.3 reggeli műsorának társműsorvezetője lett a floridai West Palm Beach -ben.  2011. január 10-én csatlakozott a 93.9 MIA -hoz Miamiban az új MIA Morning Show műsorvezetőjeként.  2011 decemberében elhagyta Miamit és a MIA-t, és visszaköltözött Los Angelesbe. 
Visage szerepelni kezdet a RuPaul: What's the Tee heti podcaston társházigazdaként 2014. április 9-én.  A pár interjút készít hírességekkel, és számos témát megvitat a személyes életüktől a RuPaul’s Drag Race- ig.  A podcast 2018-ban elnyerte a Webby-díjat .  Visage bemutatta Michelle Visage Mesés díváit is a BBC Radio 2 -n, az epizódokat 2019 decemberében és 2020 augusztusában sugározták.  2020 októberében és novemberében Rylan Clark-Nealnek tudósított a BBC Radio 2 műsorában, 2022 februárjában pedig Dermot O'Leary -nek a szombati hétvégi reggeli műsorában. 2022. július 15-től minden péntek este 7 és 21 óra között saját műsorát kezdte bemutatni a BBC Radio 2-n. 

### Televízió

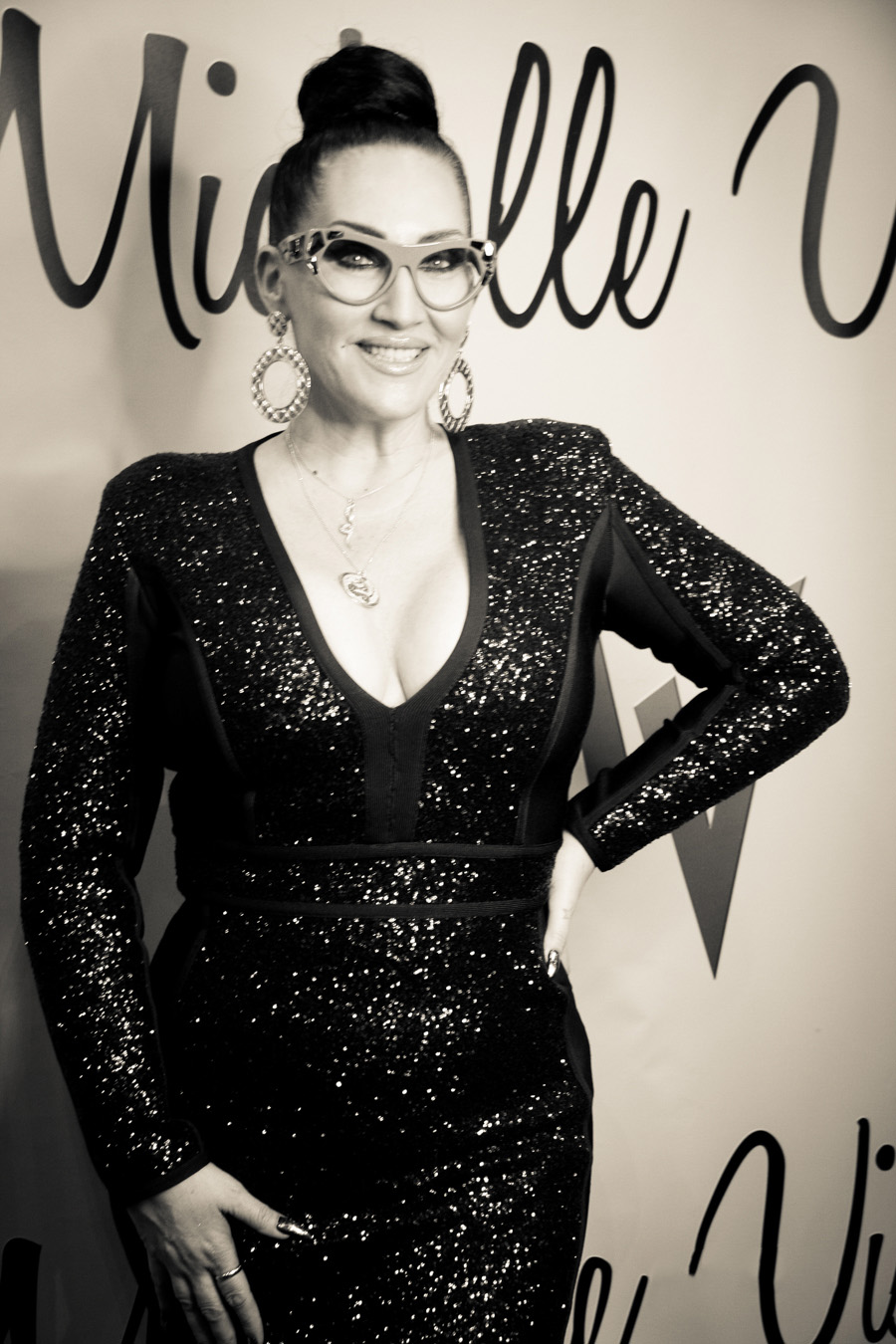
Visage RuPaul's DragCon LA helyszinén.(2018)

Visage karrierje során számos televíziós műsorban dolgozott együtt RuPaul-al. 1996-ban társműsorvezetője lett RuPaul VH1 talkshow-jának, a The RuPaul Show -nak.  1996 és 2002 között a WKTU reggeli műsorának társházigazdája volt RuPaullal. És amikor Ru elkezdte bírálni a RuPaul’s Drag Race első évadát, meghívta Visage-et, hogy legyen állandó tagja a show-nak. Akkoriban ötéves szerződést kötött egy CBS rádióállomással West Palm Beach-ben, és miután megkérdezte főnökét, hogy csatlakozhat-e a műsorhoz, nemet mondott, amit Visage a műsor LMBT közösséggel való kapcsolatának tulajdonított.  

#### RuPaul’s Drag Race
Két évvel később RuPaul ismét megkereste Visage-et, és meghívta, hogy szerepeljen a show harmadik évadában . Miután főnöke ismét azt mondta, hogy nem tud megjelenni, barátja, Leah Remini rávette, hogy lépjen kapcsolatba a CBS illetékeseivel, akik engedélyezték neki, hogy bíróként csatlakozzon a show-hoz.  Így 2011. január 24-én Visage állandó bíróként debütált Santino Rice és Billy B mellett a RuPaul's Drag Race harmadik évadában, Merle Ginsberget leváltva. A spin-off show, a RuPaul's Drag Race Szupersztárok mind a hét évadában is feltűnt.
2019-ben megkapta első Primetime Emmy-díját a kiemelkedő versenyprogramért, mivel a Drag Race producere a tizenegyedik évad óta.  Ugyanebben az évben bíró lett a RuPaul’s Drag Race Egyesült Királyságban, amelyet a BBC Three sugároz.  2021-ben Visage bíróként dolgozott RuPaul Drag Race Óceánia versenyén . 

#### Egyéb megjelenések
2015. január 7-én Visage lett az egyik versenyző a brit reality sorozat, a Celebrity Big Brother tizenötödik sorozatában az 5-ös csatornán . 2015. február 6-án Visage az ötödik helyen hagyta el a házat.  Amióta elhagyta a házat, feltűnt a Celebrity Big Brother's Bit on the Side néhány epizódjában, egy társműsorban, amely közvetlenül a Celebrity Big Brother után kerül adásba. 
Visage számos más TV adásban is fellépett, többek között a VH1 vörös szőnyeges közvetítésének házigazdája az 1998-as Grammy-díjról, valamint 2002 ' ben a Grease 25. évfordulójának újrakiadási partiján.  2017. május 13-án ő és Ross Mathews voltak a Logo TV közvetítésének kommentátorai az Eurovíziós Dalfesztivál döntőjében.  A közelmúltban bíróként szerepelt az Ireland's Got Talent első két évadában, amelyek közül az elsőt 2018 februárjában kezdték sugározni a TV3 -on.   2020-ban pedig Visage csatlakozott az Ireland's Got Talent másik bírójához, Louis Walshhoz a Junk Kouture tini újrahasznosított divatverseny bírálóbizottságában.  2021 februárjában szerepelt a televíziós nagy döntőben, miután az eredeti élő nagydöntő terveit a COVID-19  megakadályozta.

#### Strictly Come Dancing
2019. augusztus 5-én bejelentették, hogy Visage részt vesz a Strictly Come Dancing tizenhetedik sorozatában az Egyesült Királyságban a BBC -n.  Szeptember 7-én megerősítették, hogy partnere Giovanni Pernice .

### Színház
Visage 2018. október 18. és 2019. január 26. között szerepelt West Enden, mint "Miss Hedge" az Everybody's Talking About Jamie -ben 

## Magánélet
Visage korai éveiben étkezési zavarban szenvedett, amely elmondása szerint 13 éves korában kezdődött, és felnőtt korában is folytatódott.   Visage vegán . 
Kaliforniában él férjével, David Case-sel és két lányával.  2015. november 10-én jelentette meg első könyvét,  A Diva Szabályok címen . 
A What's the Tee? 214. epizódjában, a Podcastja RuPaul-lal, Visage elmondta, hogy felnőttként férfiakkal és nőkkel is szexelt. „Voltam már nőkkel, szexeltem nőkkel. . . De rájöttem, hogy soha nem akarok párkapcsolatot létesíteni [velük]." 
2019 áprilisában Visage felfedte, hogy Hashimoto-kórja van, ami miatt eltávolították védjegyévé vált mellimplantátumait. 

## Diszkográfia

### Albumok
| Album                        | Év   | Csoport   |
| ---------------------------- | ---- | --------- |
| Nothing Matters Without Love | 1989 | Seduction |

| Dal                                  | Év   | Művész                    | Album                                    |
| ------------------------------------ | ---- | ------------------------- | ---------------------------------------- |
| "Seduction Theme"                    | 1989 | Seduction                 | Nothing Matters Without Love             |
| "(You're My One and Only) True Love" | 1990 | Seduction                 | Nothing Matters Without Love             |
| "Two to Make It Right"               | 1990 | Seduction                 | Nothing Matters Without Love             |
| "Heartbeat"                          | 1990 | Seduction                 | Nothing Matters Without Love             |
| "Breakdown"                          | 1990 | Seduction                 | Nothing Matters Without Love             |
| "It's Gonna Be a Lovely Day"         | 1992 | The S.O.U.L. S.Y.S.T.E.M. | <i id="mwAe8">The Bodyguard</i> filmzene |
| "Heartbreak in This City"            | 2021 | Steps                     | What the Future Holds Pt. 2              |

### Vendégszereplések
| Dal                        | Év   | Művész       | Album                        |
| -------------------------- | ---- | ------------ | ---------------------------- |
| "Crash (Have Some Fun)"    | 1991 | TKA          | Single                       |
| "Hard Candy Christmas"     | 1997 | RuPaul       | Ho, Ho, Ho                   |
| "With Bells On"            | 1997 | RuPaul       | Ho, Ho, Ho                   |
| "Let the Music Play"       | 2014 | RuPaul       | Born Naked                   |
| "Manila Radio (Interlude)" | 2014 | Manila Luzon | Eternal Queen                |
| "New York City Beat"       | 2015 | RuPaul       | RuPaul Presents: CoverGurlz2 |
| "L.A. Rhythm"              | 2015 | RuPaul       | Realness                     |
| "L.A. Rhythm" (Remix)      | 2015 | RuPaul       | Realness                     |
| "From Your Heart"          | 2015 | RuPaul       | Slay Belles                  |
| "Category Is..."           | 2016 | RuPaul       | Butch Queen                  |

## Filmográfia
| Év                | Cím                                                 | Műfaj       | Szerep                           | Megjegyzések                                                              |
| ----------------- | --------------------------------------------------- | ----------- | -------------------------------- | ------------------------------------------------------------------------- |
| 1989              | Dance Party USA                                     | Televízió   | Önmaga                           |                                                                           |
| 1990              | Club MTV                                            | Televízió   | Önmaga                           |                                                                           |
| 1996–1998         | The RuPaul Show                                     | Televízió   | Önmaga                           | Társ műsorvezető                                                          |
| 2002              | Maybe It's Me                                       | Film        | Tania                            |                                                                           |
| 2011 – napjainkig | RuPaul – Drag Queen leszek!                         | Televízió   | Önmaga                           | Bíró (3. évad – jelen) Producer (11. évad – jelen)                        |
| 2011 – napjainkig | RuPaul’s Drag Race: Untucked                        | Televízió   | Önmaga                           |                                                                           |
| 2012 – napjainkig | RuPaul Drag Race: Szupersztárok                     | Televízió   | Önmaga                           | Bíró                                                                      |
| 2013              | That Sex Show                                       | Televízió   | Önmaga                           |                                                                           |
| 2013–2015         | The Most Popular Girls in School                    | Web sorozat | Mrs. Zales                       |                                                                           |
| 2015              | Celebrity Big Brother                               | Televízió   | Önmaga                           | Házitárs, 5. hely (15. sorozat)                                           |
| 2017              | Eurovíziós Dalfesztivál                             | Televízió   | Az Egyesült Államok kommentátora |                                                                           |
| 2018–2019         | Ireland's Got Talent                                | Televízió   | Önmaga                           | Bíró                                                                      |
| 2018              | X-Faktor                                            | Televízió   | Önmaga                           | Simon Cowell Judges Houses vendége                                        |
| 2018–2019         | Everybody's Talking About Jamie                     | Színház     | Miss Hedge                       | West End debütálása                                                       |
| 2019              | The Only Way Is Essex                               | Televízió   | Önmaga                           | Megjelenés                                                                |
| 2019              | RuPaul                                              | Televízió   | Önmaga                           |                                                                           |
| 2019              | Guest Grumps                                        | Web sorozat | Önmaga                           | Epizód: "Viva Pinata játék Michelle Visage és Lillie társaságában"        |
| 2019              | Strictly Come Dancing                               | Televízió   | Önmaga                           | Versenyző, 7. hely (17. sorozat)                                          |
| 2019-jelenleg     | RuPaul Drag Race Egyesült Királyság                 | Televízió   | Önmaga                           | Bíró (1. sorozat – jelen)                                                 |
| 2020              | How's Your Head, Hun?                               | Televízió   | Önmaga                           | Házigazda                                                                 |
| 2020              | Glow Up: Nagy-Britannia következő sminksztárja      | Televízió   | Önmaga                           | Vendégbíró (2. sorozat, 4. rész)                                          |
| 2020              | Drag Race Kanada                                    | Televízió   | Önmaga                           | Vendég műsorvezető/bíró (1. évad, 9. rész)                                |
| 2021              | Ant & Dec's Saturday Night Takeaway                 | Televízió   | Önmaga                           | Sztárvendég bemondó                                                       |
| 2021              | RuPaul Drag Race Óceánia                            | Televízió   | Önmaga                           | Bíró                                                                      |
| 2021              | Dragging the Classics: The Brady Bunch              | Televízió   | Helen                            | Televíziós különkiadás (1 epizód)                                         |
| 2021              | Celebrity Gogglebox for Su2c                        | Televízió   | Önmaga                           | Stand Up to Cancer különkiadás (18. évad, 5. rész); Graham Norton mellett |
| 2021              | A Wendy Williams Show                               | Televízió   | Önmaga                           | Különleges vendég (3 epizód)                                              |
| 2021              | Queen of the Universe                               | Televízió   | Önmaga                           | Bíró                                                                      |
| 2021              | The Bitch Who Stole Christmas                       | Film        | Narrátor                         |                                                                           |
| 2022              | RuPaul Drag Race: Egyesült Királyság Kontra a Világ | Televízió   | Ő maga                           | Bíró                                                                      |

## Külső hivatkozások
- Hivatalos oldal
- Michelle Visage a Facebookon
- Michelle Visage az Internet Movie Database-ben (angolul)
- http://michellevisage.com/radio-resume Radio Resume
- Michelle Visage az Internet Movie Database oldalon (angolul)
- Michelle Visage's channel on YouTube
- RuPaul: What's The Tee? With Michelle Visage
- Michelle Visage (BBC Radio 2)
- Michelle Visage's Handbag Hits (BBC Radio 2)
- Michelle Visage's Rule Breakers (BBC Radio 2)